# Parlament Flamenc
El Parlament Flamenc (neerlandès  Vlaams Parlement (?·pàg.) o Vlaamse Raad) és l'assemblea que deté el poder legislatiu de Flandes, tant com una regió geogràfica com a comunitat cultural de Bèlgica.
El Parlament Flamenc aprova decrets, que són les lleis de Flandes, aplicables a tots els habitants de Flandes, i per les institucions flamenques a Brussel·les, designa i supervisa el Govern flamenc i aprova el pressupost de Flandes. El Parlament flamenc es reuneix a l'edifici del Parlament de Flandes al centre de Brussel·les, i els seus membres i personal es troben a la Cambra dels Representants de Flandes.

## Història
Del 1830 fins al 1970 Bèlgica fou un Estat unitari amb un Parlament bicameral i un sol govern. Les lleis emeses pel Parlament s'aplicaven a tots els belgues i els ministres del govern exercien la seva autoritat arreu del país. Entre 1970 i 2001, el Parlament belga va aprovar cinc reformes constitucionals successives. A poc a poc van canviar Bèlgica d'un Estat unitari a un Estat federal. Així es van crear assemblees parlamentàries per a les comunitats i regions.
El 7 de desembre de 1971 va tenir lloc la primera reunió del Consell Cultural de la Comunitat Neerlandesa, i més tard es va constituir un parlament per a la regió de Flandes. Flandes va decidir ja el 1980 fusionar la Comunitat Flamenca amb la regió de Flandes. Com a resultat, Flandes ara té un sol parlament i un govern amb competència per a tota la comunitat i sobre els afers regionals. Aquest Parlament va ser anomenat Vlaamse Raad fins que va passar a anomenar-se oficialment Vlaams Parlement (Parlament Flamenc) el 13 de juny de 1995. Els seus membres s'anomenen "Vlaams Volksvertegenwoordiger" (membres del Parlament Flamenc) i des de 1995 són elegits directament.
En l'actualitat, moltes veus en el Moviment Flamenc reclamen que el Parlament flamenc hauria d'assumir poders sobirans l'idioma, la cultura i l'educació. A més, està sorgint un consens que el Parlament flamenc també han d'adquirir una major autonomia financera i fiscal.

## Competències

### Per a tota la Comunitat Flamenca
1. Cultura: El Parlament flamenc té competències en tots els afers culturals. Això inclou la protecció del patrimoni cultural (literatura, belles arts), el turisme i els mitjans de comunicació. Actualment es debat l'estatut de la ràdio i televisió oficial dels flamenc, la VRT.
2. Ús de la llengua: inclou l'ús a les escoles i universitats, a les administracions locals flamenques, i les relacions entre empresaris i empleats en la part de parla neerlandesa de Bèlgica, a excepció dels serveis als municipis amb facilitats lingüístiques.
3. Afers relatius a la persona: protecció de la joventut, política familiar i cura dels fills, juntament amb la política en relació amb els discapacitats, els jubilats i tercera edat, la igualtat d'oportunitats i la integració dels immigrants.
4. Educació: des del preescolar fins a la universitat incloses beques, tot i que l'establiment del període d'educació obligatòria, els requisits per a la concessió de titulacions i els plans de pensions per als mestres romanen competència federal.
5. Assistència sanitària: inclosa l'atenció sanitària preventiva, l'atenció a la llar, les institucions per a la cura de la salut mental, però exclosos les assegurances de salut, el finançament d'hospitals i altres competències més en mans del govern federal.

### Únicament per a laComunitat Flamenca
1. Economia, treball i energia inclou el suport del govern per als negocis, la política d'ocupació, l'agricultura i la pesca, la distribució d'electricitat i gas natural, l'explotació de noves fonts d'energia i la promoció de l'ús responsable de l'energia.
2. Planificació urbana i rural, habitatge, desenvolupament urbà i conservació de la natura: en particular, l'ordenació del territori, els permisos de construcció, la política d'habitatge, habitatge social, renovació urbana, la preservació de monuments i llocs naturals, concentració parcel·lària i conservació de la natura.
3. Medi Ambient i política d'aigües: en particular, la reducció de la contaminació de l'aire, la terra i l'aigua, control del soroll, la depuració d'aigües residuals, la producció i distribució d'aigua potable i la política d'eliminació de residus.
4. Investigació científica: aquest camp és plena responsabilitat de les autoritats regionals, a excepció de la indústria aeroespacial i la investigació militar (que resta federal).
5. Obres públiques i transport: s'inclouen les carreteres, el port d'Anvers, el port de Bruges-Zeebrugge, el port de Gant i el port d'Oostende, els aeroports regionals de Deurne i Oostende (aeroport internacional d'Anvers i aeroport internacional d'Oostende-Bruges), zones urbanes i transport regional.
6. Agricultura: Agricultura: inclou el Fons d'Inversió Agrícola, l'educació agrícola, el desenvolupament de les regions rurals, la venda de productes agrícoles i hortícoles i la política pesquera. Per les estipulacions de l'Acord de Lambermont (2001), les regions són competents de gairebé tota la política agrícola, llevat alguns aspectes com la seguretat alimentària i el benestar dels animals, que van romandre sota la competència del govern federal.
7. Municipis, províncies i organitzacions interurbanes: inclou l'assignació de recursos financers als 308 municipis de Flandes i a les províncies de Flandes, i la supervisió administrativa d'aquests municipis i províncies i les seves lleis.

### Afers internacionals
Per a totes les àrees dins de la seva esfera de competència, Flandes pot signar tractats internacionals amb altres estats, ja siguin Estats nacionals o Estats membres d'una federació. Aquesta competència inclou la cooperació al desenvolupament i comerç exterior.

## Membres del Parlament Flamenc
El Parlament consta de 118 membres elegits directament a la regió de Flandes. Tenen dret a vot, tant per a les competències regionals com de la comunitat. Endemés, 6 membres són elegits directament a la Regió de Brussel·les-Capital pels electors que van votar per un partit de parla neerlandesa a les eleccions regional de Brussel·les. No tenen dret de vot per a les competències regionals.
| Resultat de les eleccions regionals de 1995 | Resultat de les eleccions regionals de 1999 | Resultat de les eleccions regionals de 2004 |
| Resultat de les eleccions regionals de 2009 | Resultat de les eleccions regionals de 2014 | Resultat de les eleccions regionals de 2019 |

## Càrrecs
A l'inici de cada exercici parlamentari, el quart dilluns de setembre, el Parlament Flamenc nomena al seu portaveu. El portaveu presideix les sessions plenàries del Parlament flamenc i actua com el seu representant oficial. Determina si una iniciativa és admissible i passa el tràmit parlamentari. Els ministres flamencs prenen el jurament davant el president del parlament flamenc. Només el cap del govern flamenc, el ministre-president flamenc, pren jurament davant el rei. L'actual president del Parlament Flamenc és Jan Peumans de la Nieuw-Vlaamse Alliantie (N-VA).
El president del Parlament Flamenc rep l'assistència de la Mesa, que consisteix en el President, quatre presidents adjunts i tres secretaris. La Mesa és responsable de les activitats quotidianes del Parlament flamenc i es reuneix almenys un cop cada dues setmanes. La Mesa Ampliada, que consisteix en la Mesa i els Caps de Sala de les fraccions polítiques reconegudes al Parlament Flamenc coordina les activitats polítiques del Parlament flamenc i estableix l'agenda per a la sessió plenària. En general, es reuneix el dilluns de cada setmana.

## Comissions
Gran part del treball del Parlament flamenc es duu a terme en comissions. El Parlament Flamenc compta actualment amb onze comitès permanents. Cada comitè està especialitzat en una àrea particular i es compon de 15 membres del Parlament Flamenc. La principal tasca dels comitès és examinar els textos de les propostes de llei i organitzar audiències i debats sobre les propostes de llei. Hi ha també dos comitès ad hoc: el Comitè Digital de Flandes i el Comitè de Constitució Flamenc.

### Llista de comissions permanents
- Comissió d'Afers Generals i Afers Financers i Pressupostaris
  - SubComissió de Finances i Pressupost
- Comissió de Brussel·les i la seva perifèria flamenca
- Comissió d'Afers Administratius, Reforma Institucional i Administrativa i Avaluació de Decrets
- Comissió d'Habitatge, Política Urbana, Integració i Igualtat d'Oportunitats
- Comissió per a la Política Exterior, Afers Europeus, Cooperació Internacional i Turisme
- Comissió d'Educació, Formació, Ciència i Innovació
- Comissió de Cultura, Joventut, Esports i Mitjans de Comunicació
- Comissió de Benestar Públic, Salut pública i Afers Familiars
- Comissió d'Afers Econòmics, Ocupació i Economia Social
  - Subcomissió sobre Comerç d'Armes
- Comissió per a la Conservació del Medi Ambient i de la Natura, Agricultura, Pesca i Política de Desenvolupament Rural i Planificació Urbana.
  - Subcomissió d'Agricultura, Pesca i Afers Rurals
- Comissió d'Obres Públiques, Mobilitat i Energia